# Al Richins
Aldo Osborn Richins (2 de noviembre de 1910 - 19 de abril de 1995), también conocido como "Al" Richins y "Honey" Richins fue un jugador de fútbol americano de nacionalidad mexicana. Es ampliamente considerado como el primer jugador profesional de fútbol americano de origen mexicano y oficialmente es considerado como parte del equipo campeón de la NFL de la temporada de 1935, los Detroit Lions.   
Richins nació en el seno de una familia mormona en Colonia Díaz, un pueblo que estaba ubicado cerca de Ascensión en el estado de Chihuahua, México en 1910. Hay indicios de que su familia pudo haber emigrado a los Estados Unidos para evitar los enfrentamientos suscitados en Chihuahua debidos a la Revolución mexicana.
Estudió en la escuela West High School en la ciudad de Salt Lake City, Utah de 1926 a 1929, donde fue un atleta destacado en varias disciplinas como béisbol, atletismo, baloncesto y fútbol americano. En 1929 recibió el premio del Atleta del Año de West High.
Al graduarse de West High fue a estudiar a la Universidad de Utah, jugando para los equipos deportivos de Utah, los Utes, siendo galardonado en 1935 con el premio del Ute del Año al deportista más destacado. Ayudó a los Utes a ganar el Campeonato de Fútbol Americano de la Rocky Mountain Athletic Conference en 1932 y 1933 bajo el liderazgo del legendario entrenador Ike Armstrong.
En 1935 al salir de Utah logró enrolarse para jugar de manera profesional en la NFL con los Detroit Lions, donde jugó en la posición de guardia. Creyendo que jugaría durante toda la temporada tuvo la intención de traer a su esposa para que se mudaran a la ciudad de Detroit, pero desafortunadamente fue cortado por los Lions en el tercer partido de la temporada de 1935, ya que tenían demasiados jugadores talentosos y Richins no entraba en sus planes a largo plazo. En esa temporada, Detroit terminó como campeón de la NFL.
Regresó a Utah donde tiempo después trabajó para el Departamento de Policía del Condado de Salt Lake y más tarde como empresario. 
En 1946, a los 36 años de edad mientras trabajaba en Ogden, Utah fue contratado por el equipo Salt Lake Seagulls de la liga Pacific Coast Professional Football League con quienes jugó solo una temporada, para que fungiera en las posiciones tanto como jugador como head coach, sintiéndose ya entrado en años solo aceptó participar como jugador, en este caso como halfback. Esa temporada los Seagulls terminaron en el tercer lugar de la División Norte de la PCPFL con marca de 2 partidos ganados, 5 perdidos y un juego empatado Esa temporada fue la última temporada para Richins como jugador. 
Estuvo casado por 60 años con su esposa, Helen, desde noviembre de 1934 hasta la fecha de su muerte, el 19 de abril de 1995. Está sepultado en el cementerio Larkin Sunset Gardens en Sandy City, Utah.